# Nemodermatales
Ordre
Les Nemodermatales sont un ordre d'algues brunes de la classe des Phaeophyceae.

## Liste des familles
Selon AlgaeBase (19 août 2017) :
- famille des Nemodermataceae Kuckuck ex Feldmann
- famille des Zeacarpaceae H.Kawai, T.Hanyuda, R.J.Anderson & J.J.Bolton

Selon World Register of Marine Species (19 août 2017) :
- famille des Nemodermataceae J. Feldmann, 1937